# Голованов, Григорий Васильевич
Григорий Васильевич Голованов (26 октября 1901, деревня Гаврино, ныне Клепиковский район, Рязанская область — 7 мая 1979, Москва) — советский военачальник, генерал-майор (20 декабря 1943), кандидат военных наук (21.1.1955).

## Начальная биография
Григорий Васильевич Голованов родился 26 октября 1901 года в деревне Гаврино (ныне в Клепиковском районе Рязанской области).

## Военная служба

### Довоенное время
В августе 1922 года был призван в ряды РККА и направлен в Нижегородскую пехотную школу, после окончания которой в августе 1925 года был назначен на должность командира взвода в 55-м стрелковом полку (Московский военный округ).
В октябре 1927 года был направлен на Военно-политические курсы, после окончания которых в августе 1928 года был назначен на должность политрука роты 57-го стрелкового полка (Московский военный округ).
В мае 1930 года был направлен на учёбу в Военную академию имени М. В. Фрунзе, после окончания которой в мае 1933 года был направлен в Приволжский военный округ, где был назначен на должность помощника начальника 5-го отдела штаба 13-го стрелкового корпуса, в феврале 1935 года — на должность помощника начальника 5-го отдела штаба округа, а в январе 1938 года — на должность командира батальона 159-го стрелкового полка.
В октябре 1939 года Голованов был переведён в Ленинградский военный округ, где был назначен на должность начальника штаба 567-го стрелкового полка, после чего принимал участие в ходе советско-финской войны.
В октябре 1940 года был назначен на должность начальника 1-го отделения (снабжения и дорожной службы) отдела тыла штаба 14-й армии Ленинградского военного округа, а в мае 1941 года — на должность начальника отдела тыла штаба 42-го стрелкового корпуса этого же округа.

### Великая Отечественная война
С началом войны Голованов находился на прежней должности. Корпус входил в состав 14-й армии Северного фронта и вёл боевые действия на кандалакшском направлении. За умелую организацию обеспечения частей корпуса всем необходимым для жизни и боя в условиях лесисто-болотистой и горной местности Григорий Васильевич Голованов был дважды награждён орденом Красного Знамени.
В декабре 1941 года назначен на должность командира 313-й стрелковой дивизии, которая вплоть до января 1944 года вела оборонительные боевые действия на рубеже Повенец — восточный берег Онежского озера.
В феврале 1944 года Голованов назначен на должность командира 127-го лёгкого горнострелкового корпуса, который вёл оборонительные боевые действия на кандалакшском направлении, а затем принимал участие в ходе Выборгско-Петрозаводской и Свирско-Петрозаводской наступательных операций, за что был награждён орденом Красного Знамени.
9 июля 1944 года в бою генерал-майор Григорий Васильевич Голованов был тяжело ранен, после чего был направлен в госпиталь.

### Послевоенная карьера
После войны продолжил лечение в госпитале и после выздоровления в июле 1947 года был прикомандирован к Военной академии имени М. В. Фрунзе для использования на преподавательской работе, где в августе 1948 года был назначен на должность старшего преподавателя кафедры истории советского военного искусства, преобразованной в январе 1950 года в кафедру истории военного искусства.
Генерал-майор Григорий Васильевич Голованов в декабре 1956 года вышел в отставку. 
Скончался 7 мая 1979 года на 78-м году жизни в Москве. Похоронен на Химкинском кладбище.

## Награды
- Орден Ленина;
- Пять орденов Красного Знамени;
- Медали.